# Hreciînți, Letîciv
Hreciînți (în ucraineană Гречинці) este localitatea de reședință a comunei Hreciînți din raionul Letîciv, regiunea Hmelnîțkîi, Ucraina.

## Demografie
Componența lingvistică a localității Hreciînți
     Ucraineană (99,72%)
     Alte limbi (0,28%)
Conform recensământului din 2001, majoritatea populației localității Hreciînți era vorbitoare de ucraineană (99,72%), existând în minoritate și vorbitori de alte limbi.